# Games Designer (VIC-20)
Games Designer, chiamato The Games Designer nella riedizione della AIP/Mastertronic, è un software che permette di creare ed eseguire videogiochi personalizzati dall'utente senza alcuna programmazione, pubblicato nel 1983 per Commodore VIC-20 dalla Galactic Software, azienda della famiglia Darling che in seguito avrebbe fondato la Codemasters. Di fatto permette soltanto di personalizzare un semplice videogioco d'azione in cui si attraversa lo schermo evitando oggetti, e include tre giochi preconfezionati modificabili.
La Galactic Software lo vendette inizialmente per ordine postale e aveva in previsione di produrne una versione per Commodore 64, ma quest'ultima è divenuta il più avanzato Games Creator del 1984.
Un Games Designer uscì anche per Commodore 16 nel 1985, sempre sviluppato dai fratelli Darling, ma non è una conversione dell'originale, bensì il loro terzo prodotto di questo tipo, dopo quelli per VIC-20 e per C64. La versione per C16 fu pubblicata dalla Commodore ed è anch'essa più avanzata, con tre giochi inclusi del tutto diversi.
Un altro omonimo uscì per Commodore 64 (Euro-Byte, 1983), ma è solo un editor di sprite, di altri produttori non correlati.

## Modalità di gioco
I giochi che si possono realizzare sono d'azione per giocatore singolo, in cui si controlla un qualche personaggio o veicolo che, muovendosi nelle quattro direzioni, deve attraversare lo schermo facendo la spola tra due punti, aggirando ostacoli ed evitando avversari che viaggiano in orizzontale e se urtati fanno perdere una vita.
Si può partire da zero o modificare uno dei tre giochi forniti con il programma, Kanga, Krazy Maze e Zyon, che fanno da esempi delle sue possibilità.
Il programma è suddiviso in sei parti sequenziali.
- definizione di 30 caratteri che costituiranno graficamente il personaggio del giocatore, gli avversari e gli elementi dello sfondo. Ogni carattere di 8x8 pixel può essere modificato rispetto a quelli standard del VIC-20, usando un cursore sopra un'immagine ingrandita del carattere.
- costruzione dell'unico scenario del gioco: colore del bordo e dello sfondo, posizione dei protagonisti e degli oggetti dell'ambiente.
- composizione della musica di accompagnamento, nota per nota, limitate a un massimo di 50 elementi.
- generazione degli effetti sonori, che sono soltanto tre.
- formulazione di vari parametri delle meccaniche di gioco, come velocità, punteggi, tasti utilizzati, e generalità come il titolo.
- salvataggio su nastro.

I giochi realizzati si possono quindi caricare per eseguirli indipendentemente dall'editor. Tuttavia non si potevano commercializzare perché richiedono anche il caricamento di un programma principale, che inoltre nell'edizione della Mastertronic mostra la dicitura "Mastertronic presents".

## Accoglienza
La rivista Home Computer dedicò due articoli a Games Designer e ritenne che era incredibilmente semplice da usare e che poteva dare all'utente non poche soddisfazioni. Secondo la rivista l'uso è anche assistito da un buon manuale, sebbene solo in inglese.
Commodore Horizons fu invece poco entusiasta; lo considerò un lodevole tentativo per il VIC-20, senza neppure richiedere espansioni di memoria, ma le effettive possibilità di design che offre sono molto limitate.